# Flying Pins
De Flying Pins is een groot openbaar beeld in Eindhoven. Het werd ontworpen door de beeldhouwers Claes Oldenburg en Coosje van Bruggen en onthuld op 31 mei 2000.
De Flying Pins staat aan de kop van de John F. Kennedylaan aan de zuidkant van de straat, hoek Fellenoord.
Het betreft een uitbeelding van een bowlingbal met tien wegvliegende kegels. De kunstenaars zagen in de Kennedylaan een bowlingbaan (bowlinglane) en zijn zo tot het idee gekomen. In de visie van de kunstenaars past de dynamiek van de wegzakkende bowlingbal met de vliegende en wegzakkende kegels goed bij dit drukke punt in Eindhoven. De gele kleur van de kegels werd uitgekozen door Van Bruggen en verwijst naar de gele narcissen die elk voorjaar de Kennedylaan opfleuren.
Het hoogste punt van het kunstwerk is circa 8,5 meter. De bal heeft een diameter van ca. 6,7 meter. Het beeld is gemaakt van staal en versterkt kunststof met een polyester-polyurethaan coating. De kosten bedroegen ongeveer (omgerekend) € 1,1 miljoen en zijn voornamelijk betaald door het bedrijfsleven van Eindhoven.

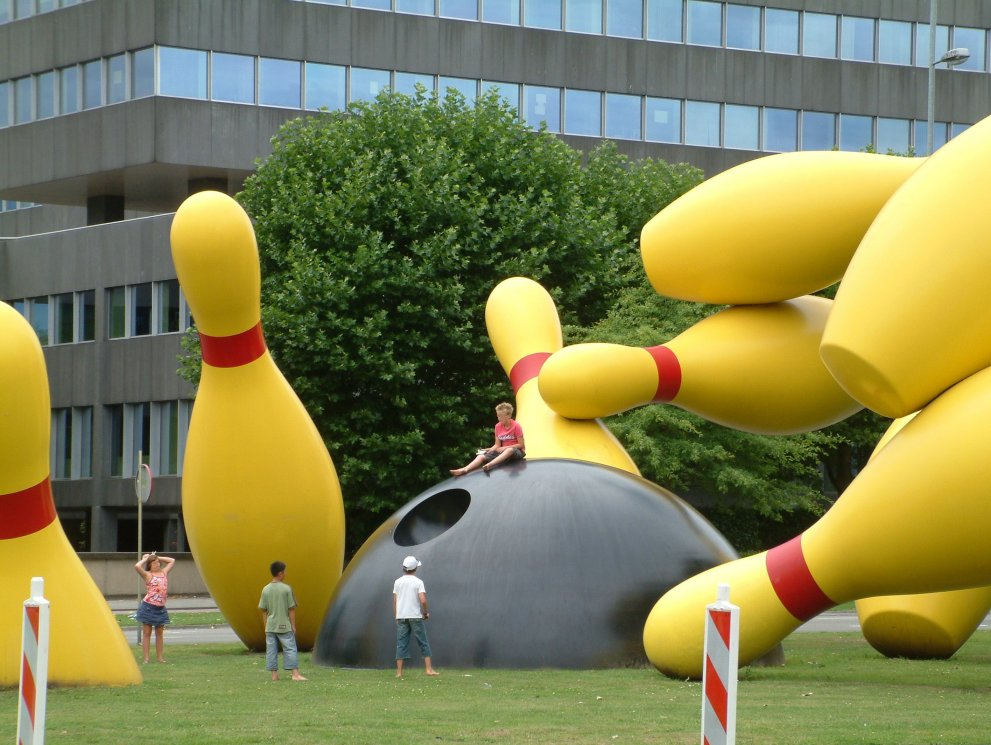
Flying Pins, ooghoogte